# BACnet
BACnet (ang. Building Automation and Control Networks) – otwarty (publiczny) protokół komunikacyjny, umożliwiający współdziałanie systemów sterowania i monitorowania pochodzącym od różnych producentów. Posiada aprobatę ISO 16484-5. Został zatwierdzony przez ASHRAE w 2004.
Lista producentów urządzeń komunikujących się z użyciem protokołu BACnet dostępna jest na oficjalnej stronie organizacji standaryzującej.
Protokół BACnet jest niezależny od sprzętu i pozwala na połączenie dowolnych urządzeń od niezależnych producentów w jedną wspólną sieć. W specyfikacji protokołu zdefiniowane są warstwy komunikacji (podobnie do OSI) oraz obiekty reprezentujące świat rzeczywisty.
Warstwa łącza danych:
Aktualnie BACnet opisuje następujące media transmisyjne:
- Ethernet
- protokół internetowy IP (dokładniej UDP/IP) – port 0xBAC0
- Point to Point Protocol (PTP) – przeważnie modemy lub linie dzierżawione (RS-232)
- MS/TP (Master Slave/Token Passing) po pojedynczej parze miedzianej (RS-485)
- ARCNET

Wybór medium transmisyjnego jest uzależniony od pożądanej prędkości komunikacji oraz dostępnych złącz fizycznych w urządzeniach.
Wykorzystując BACnet można komunikować się w każdym z powyższych sposobów transmisyjnych jednocześnie.
Przesyłane ramki zależnie od wybranego standardu komunikacyjnego posiadają różne długości buforów dla warstwy aplikacyjnej (np. Ethernet, BACnet IP 1476, albo 480 dla MS/TP). Różna długość ramek jednak nie powoduje problemów w komunikacji, gdyż każde urządzenie może dowiedzieć się jaki bufor akceptuje inne urządzenie, z którym chce się komunikować.

## Warstwa sieci
Sieć BACnet może składać się maksymalnie z 65 533 podsieci, w których może występować łącznie 4 194 303 urządzeń. Adresy urządzeń są unikalne w ramach danej podsieci.
Jeżeli podsieć jest oparta na Ethernecie, to adresami urządzeń są MAC adresy. W przypadku podsieci opartej na protokole IP adresami urządzeń będą adresy IP wraz z numerem portu.
Protokół BACnet nie przewiduje ograniczeń długości adresu urządzenia, chociaż w rzeczywistych implementacjach bywa to ograniczane do 8 bajtów (oktetów).
Pomiędzy dowolnymi urządzeniami może istnieć tylko jedna możliwa droga przesyłania danych. Drogi przesyłania danych mogą być stałe lub okresowe (np. połączenia modemowe)

## Warstwa aplikacji
Dane są transmitowane z użyciem PDU:
- Unconfirmed PDU
- Confirmed PDU
- Simple-ACK PDU
- Complex-ACK PDU
- Segment-ACK PDU
- Reject PDU
- Error PDU
- Abort PDU

Urządzenie bądź oprogramowanie przedstawia swoje zasoby w postaci obiektów oraz usług.
Aktualnie wspierane obiekty:
- Analog [Input/Value/Output] – wartości analogowe dla [wejść fizycznych/wirtualnych/wyjść fizycznych]
- Binary [Input/Value/Output] – wartości dwustanowe dla [wejść fizycznych/wirtualnych/wyjść fizycznych]
- Multi-state [Input/Value/Output] – wartości wielostanowe dla [wejść fizycznych/wirtualnych/wyjść fizycznych]
- Device
- Accumulator
- Access door
- Averaging
- Calendar
- Command
- File
- Group
- Life-Safety Zone
- Life-Safety Point
- Loop
- Pulse converter
- Schedule
- Structured view

Operacje na obiektach wykonywane są z użyciem usług, np.:
- ReadProperty – odczyt pojedynczej wartości
- ReadPropertyMultiple – odczyt wielu wartości w jednym żądaniu
- WriteProperty – zapis pojedynczej wartości
- WritePropertyMultiple – zapis wielu wartości w jednym żądaniu

BACnet często bywa stosowany w budynkowych systemach wizualizacji, monitoringu i pozwala na integracje tak różnych systemów jak:
- systemu wykrywania i sygnalizacji pożaru,
- systemu bezpieczeństwa (sygnalizacji włamania oraz kontroli dostępu),
- systemem sterowania i kontroli urządzeń HVAC (ogrzewania, wentylacji i klimatyzacji),
- sterowania oświetleniem,
- sterowania telewizją przemysłową CCTV.

W niektórych przypadkach istnieje konieczność stosowania urządzeń pośredniczących, zwanych „gateway”. Stosowanie w ramach jednego systemu kilku rodzajów protokołów komunikacyjnych bywa często uzasadnione technicznie i ekonomicznie ze względu na szybkość transmisji komunikatów, łatwość sterowania urządzeniami
wykonawczymi (HVAC) różnych producentów czy współpracę sieci komunikacyjnej z urządzeniami peryferyjnymi różnych producentów.